# شاترا
شاترا (به صربی: Šatra) یک منطقهٔ مسکونی در صربستان است که در کورشوملیا واقع شده‌است. شاترا ۳۳ نفر جمعیت دارد.